# Y′UV

Exemple de pla de color UV, valor Y′ = 0,5, representat dins de la gamma de colors RGB

Y′UV, també escrit YUV, és el model de color que es troba a l'estàndard de TV en color analògic PAL. Un color es descriu com un component Y′ (luma) i dos components cromàtics U i V. El símbol principal (') indica que el luma es calcula a partir d'una entrada RGB corregida per gamma i que és diferent de la luminància real. Avui, el terme YUV s'utilitza habitualment a la indústria informàtica per descriure els espais de color que es codifiquen mitjançant YCbCr.

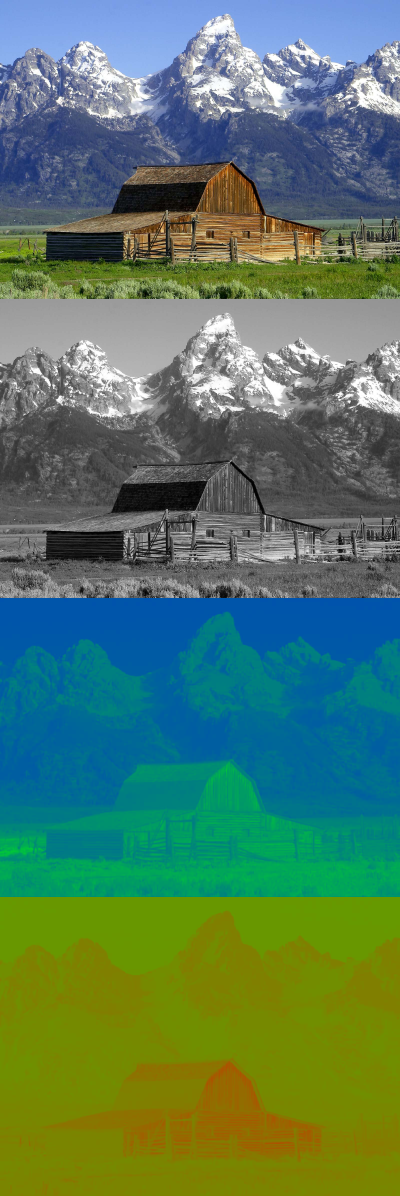
Una imatge juntament amb les seves components Y′, U i V respectivament

En els formats de televisió, la informació de color (U i V) es va afegir per separat mitjançant una subportadora de manera que un receptor en blanc i negre encara podria rebre i mostrar una transmissió d'imatge en color en el format natiu en blanc i negre del receptor, sense necessitat d'amplada de banda de transmissió addicional.
Pel que fa a l'etimologia, Y, Y′, U i V no són abreviatures. L'ús de la lletra Y per a la luminància es pot remuntar a l'elecció dels primaris XYZ. Això es presta de manera natural a l'ús de la mateixa lletra en luma (Y′), que s'aproxima a una correlació perceptualment uniforme de luminància. Així mateix, es van triar U i V per diferenciar els eixos U i V dels d'altres espais, com ara l'espai de cromaticitat x i y. Vegeu les equacions següents o compareu el desenvolupament històric de les matemàtiques.

## Models de colors relacionats
L'abast dels termes Y′UV, YUV, YCbCr, YPbPr, etc., de vegades és ambigu i se solapa.
- Y′UV és la separació utilitzada en PAL.
- YDbDr és el format utilitzat a SECAM, basat inusualment en RGB (lineal) no corregit per gamma, fent que el component Y sigui veritable luminància.
- Y′IQ és el format utilitzat a la televisió NTSC.
- Y'PbPr és la separació utilitzada en el vídeo de components.
- Y′CbCr és qualsevol codificació digital de Y'PbPr adequada per a formats de compressió i transmissió de vídeo i imatges com MPEG i JPEG.

Tots aquests formats es basen en un component luma i dos components cromàtics que descriuen la diferència de color respecte al gris. En tots els formats que no siguin Y′IQ, cada component de croma és una versió escalada de la diferència entre vermell/blau i Y; la diferència principal rau en els factors d'escala utilitzats, que estan determinats pels primaris de color i l'interval numèric previst (compareu l'ús de Umax i Vmax a § SDTV with BT.470 amb un fix12). A Y′IQ, el pla UV gira 33°.

## Història
Y′UV es va inventar quan els enginyers volien televisió en color en una infraestructura en blanc i negre.[1] Necessitaven un mètode de transmissió de senyal que fos compatible amb la televisió en blanc i negre (B i N) alhora que poguessin afegir color. El component luma ja existia com a senyal en blanc i negre; van afegir el senyal UV a això com a solució.
La representació UV de la crominància es va escollir sobre els senyals R i B rectes perquè U i V són senyals de diferència de color. En altres paraules, els senyals U i V diuen a la televisió que canviï el color d'un punt determinat sense alterar la seva brillantor, o que faci que un color sigui més brillant a costa de l'altre i en quant s'hauria de canviar. Com més alts (o més baixos quan siguin negatius) siguin els valors U i V, més saturat (colorit) serà el punt. Com més s'acosten els valors U i V a zero, menys canvia el color, la qual cosa significa que les llums vermelles, verdes i blaves seran més brillants, produint un punt més gris. Aquest és l'avantatge d'utilitzar senyals de diferència de color, és a dir, en comptes de dir quant de vermell hi ha a un color, indica quant és més vermell que verd o blau.
Al seu torn, això significava que quan els senyals U i V fossin zero o absents, només mostraria una imatge en escala de grisos. Si s'haguessin utilitzat R i B, aquests tindrien valors diferents de zero fins i tot en una escena en blanc i negre, requerint els tres senyals de transport de dades. Això va ser important als primers dies de la televisió en color, perquè els antics senyals de televisió en blanc i negre no tenien senyals U i V presents, és a dir, el televisor en color només el mostraria com a TV en blanc i negre fora de la caixa. A més, els receptors en blanc i negre podrien prendre el senyal Y ′ i ignorar els senyals de color U i V, fent que Y′UV sigui compatible cap enrere amb tots els equips, entrada i sortida existents en blanc i negre. Si l'estàndard de televisió en color no hagués utilitzat senyals de diferència de color, podria significar que un televisor en color faria colors divertits a partir d'una emissió en blanc i blanc o necessitaria circuits addicionals per traduir el senyal en blanc i blanc a color.
Va ser necessari assignar un ample de banda més estret al canal de crominància perquè no hi havia ample de banda addicional disponible. Si una part de la informació de luminància arribés a través del canal de crominància (com ho faria si s'utilitzessin senyals RB en lloc de senyals UV diferencials), la resolució en blanc i blanc s'hauria vist compromesa.

## Conversió a/des de RGB

### SDTV amb BT.470
Els senyals Y′UV es creen normalment a partir d'una font RGB (vermell, verd i blau). Els valors ponderats de R, G i B es sumen per produir Y′, una mesura de la brillantor o luminància global. U i V es calculen com a diferències escalades entre Y′ i els valors B i R.
L'estàndard PAL (NTSC utilitza YIQ, que es gira més) defineix les constants següents, derivades de les primàries del sistema M BT.470 i el punt blanc mitjançant SMPTE RP 177 (les mateixes constants anomenades coeficients de matriu es van utilitzar més tard a BT.601, tot i que utilitza 1/2 en comptes de 0,461 i 0,436):
{\displaystyle {\begin{aligned}W_{R}&=0.299,\\W_{G}&=1-W_{R}-W_{B}=0.587,\\W_{B}&=0.114,\\U_{\text{max}}&=0.436,\\V_{\text{max}}&=0.615.\end{aligned}}}
Els senyals PAL en Y′UV es calculen a partir de R'G'B' (només SECAM IV utilitzava RGB lineal) de la següent manera:
{\displaystyle {\begin{aligned}Y'&=W_{R}R'+W_{G}G'+W_{B}B'=0.299R'+0.587G'+0.114B',\\U&=U_{\text{max}}{\frac {B'-Y'}{1-W_{B}}}\approx 0.492(B'-Y'),\\V&=V_{\text{max}}{\frac {R'-Y'}{1-W_{R}}}\approx 0.877(R'-Y').\end{aligned}}}
Els intervals resultants de Y′, U i V respectivament són [0, 1], [− U max, U max ] i [− V max, V max ].
Invertint la transformació anterior es converteix Y′UV en RGB:
{\displaystyle {\begin{aligned}R'&=Y'+V{\frac {1-W_{R}}{V_{\text{max}}}}=Y'+{\frac {V}{0.877}}=Y'+1.14V,\\G'&=Y'-U{\frac {W_{B}(1-W_{B})}{U_{\text{max}}W_{G}}}-V{\frac {W_{R}(1-W_{R})}{V_{\text{max}}W_{G}}}\\&=Y'-{\frac {0.232U}{0.587}}-{\frac {0.341V}{0.587}}=Y'-0.395U-0.581V,\\B'&=Y'+U{\frac {1-W_{B}}{U_{\text{max}}}}=Y'+{\frac {U}{0.492}}=Y'+2.033U.\end{aligned}}}
De manera equivalent, substituint valors per les constants i expressant-les com a matrius dóna aquestes fórmules per al sistema BT.470 M (PAL):
{\displaystyle {\begin{aligned}{\begin{bmatrix}Y'\\U\\V\end{bmatrix}}&={\begin{bmatrix}0.299&0.587&0.114\\-0.14713&-0.28886&0.436\\0.615&-0.51499&-0.10001\end{bmatrix}}{\begin{bmatrix}R'\\G'\\B'\end{bmatrix}},\\{\begin{bmatrix}R'\\G'\\B'\end{bmatrix}}&={\begin{bmatrix}1&0&1.13983\\1&-0.39465&-0.58060\\1&2.03211&0\end{bmatrix}}{\begin{bmatrix}Y'\\U\\V\end{bmatrix}}.\end{aligned}}}
Per a valors petits de Y', és possible obtenir valors R, G o B que siguin negatius, de manera que, a la pràctica, subjectem els resultats RGB a l'interval [0,1] o més correctament a l'interior de Y'CbCr.
A BT.470 es va cometre un error perquè es va utilitzar 0,115 en lloc de 0,114 per al blau i 0,493 va ser el resultat en lloc de 0,492. A la pràctica això no va afectar els descodificadors perquè es va utilitzar l'aproximació 1/2.03.

### HDTV amb BT.709

HDTV Rec. 709 (bastant a prop de SDTV Rec. 601) en comparació amb UHDTV Rec. 2020

Per a HDTV, l'ATSC va decidir canviar els valors bàsics de W R i W B en comparació amb els valors seleccionats anteriorment al sistema SDTV. Per a HDTV aquests valors els proporciona la Rec. 709. Aquesta decisió va afectar encara més la matriu per a la conversió Y′UV↔RGB, de manera que els valors dels seus membres també són lleugerament diferents. Com a resultat, amb SDTV i HDTV, generalment hi ha dues representacions Y′UV diferents possibles per a qualsevol triple RGB: una SDTV-Y′UV i una HDTV-Y′UV. Això vol dir en detall que quan es converteix directament entre SDTV i HDTV, la informació de luma (Y′) és aproximadament la mateixa, però la representació de la informació del canal de croma (U i V) necessita conversió. Encara en cobertura de l'espai de color CIE 1931 el Rec. L'espai de color 709 és gairebé idèntic al Rec. 601 i cobreix el 35,9%. En contrast amb aquest UHDTV amb Rec. 2020 cobreix una àrea molt més gran i, per tant, es va derivar la seva pròpia matriu per a YCbCr (no YUV/Y′UV, des de la clausura de la televisió analògica).
BT.709 defineix aquests valors de pes:
{\displaystyle {\begin{aligned}W_{R}&=0.2126,\\W_{G}&=1-W_{R}-W_{B}=0.7152,\\W_{B}&=0.0722\\\end{aligned}}}
Els valors U max i V max són de dalt.
Les matrius de conversió per a la forma analògica de BT.709 són aquestes, però no hi ha proves que s'hagin utilitzat mai a la pràctica (en lloc d'això, només s'utilitza la forma descrita de BT.709, la forma YCbCr):
{\displaystyle {\begin{aligned}{\begin{bmatrix}Y'\\U\\V\end{bmatrix}}&={\begin{bmatrix}0.2126&0.7152&0.0722\\-0.09991&-0.33609&0.436\\0.615&-0.55861&-0.05639\end{bmatrix}}{\begin{bmatrix}R'\\G'\\B'\end{bmatrix}}\\{\begin{bmatrix}R'\\G'\\B'\end{bmatrix}}&={\begin{bmatrix}1&0&1.28033\\1&-0.21482&-0.38059\\1&2.12798&0\end{bmatrix}}{\begin{bmatrix}Y'\\U\\V\end{bmatrix}}\end{aligned}}}

Plans UV en un rang de Y=[0,1] utilitzant la matriu BT.709
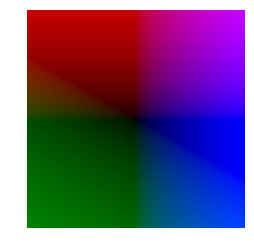
Valor Y′ de 0
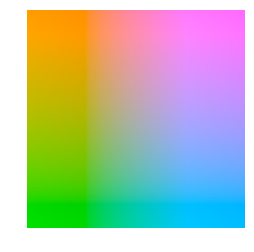
Valor Y′ de 0,5
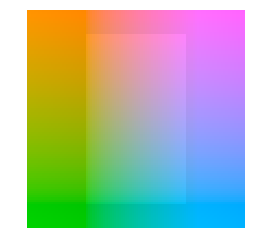
Valor Y′ de 0,5, amb una gamma no truncada mostrada pel rectangle central
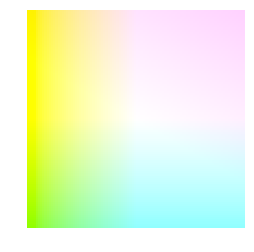
Y′ valor d'1

## Sistemes de luminància/crominància en general
L'avantatge principal dels sistemes de luma/croma com ara Y′UV, i els seus parents Y′IQ i YDbDr, és que segueixen sent compatibles amb la televisió analògica en blanc i negre (en gran part gràcies al treball de Georges Valensi). El canal Y emmagatzema totes les dades enregistrades per les càmeres en blanc i negre, de manera que produeix un senyal adequat per a la recepció en pantalles monocromes antigues. En aquest cas, la U i la V simplement es descarten. Si es mostra el color, s'utilitzen els tres canals i la informació RGB original es pot descodificar.
Un altre avantatge de Y′UV és que part de la informació es pot descartar per reduir l'ample de banda. L'ull humà té força poca sensibilitat espacial al color: la precisió de la informació de lluminositat del canal de luminància té molt més impacte en el detall de la imatge que es percep que la dels altres dos. Entenent aquesta mancança humana, estàndards com NTSC i PAL redueixen considerablement l'ample de banda dels canals de crominància. (L'amplada de banda es troba en el domini temporal, però això es tradueix en el domini espacial a mesura que s'escaneja la imatge.)
Per tant, els senyals U i V resultants es poden "comprimir" substancialment. Als sistemes NTSC (Y′IQ) i PAL, els senyals de crominància tenien una amplada de banda significativament més estreta que la de la luminància. Les primeres versions de NTSC van alternar ràpidament entre colors particulars en àrees d'imatge idèntiques per fer-los semblar sumant-se els uns als altres a l'ull humà, mentre que tots els estàndards de vídeo analògics moderns i fins i tot la majoria de digitals utilitzen el submostreig de croma enregistrant la informació de color d'una imatge a resolució reduïda. Només es manté la meitat de la resolució horitzontal en comparació amb la informació de brillantor (anomenada submostreig de croma 4:2:2) i sovint la resolució vertical també es redueix a la meitat (donant 4:2:0). L'estàndard 4:x:x es va adoptar a causa de l'estàndard de color NTSC més antic que utilitzava un submostreig de croma de 4:1:1 (on la resolució de color horitzontal es troba a quarts mentre que la vertical és de resolució completa) de manera que la imatge només tenia una quarta part de la resolució de color en comparació amb la resolució de brillantor. Avui en dia, només els equips de gamma alta que processen senyals sense comprimir utilitzen un submostreig de croma de 4:4:4 amb idèntica resolució tant per a la brillantor com per a la informació de color.
Els eixos I i Q es van escollir segons l'ample de banda que necessitava la visió humana, sent un eix el que requeria més amplada de banda i l'altre (afortunadament a 90 graus) el mínim. Tanmateix, la veritable demodulació I i Q era relativament més complexa, requerint dues línies de retard analògiques, i els receptors NTSC rarament l'utilitzaven.
No obstant això, aquesta estratègia de modulació del color té pèrdues, sobretot a causa de la diafonia entre el luma i el cable que transporta la croma, i viceversa, en equips analògics (inclosos connectors RCA per transferir un senyal digital, ja que tot el que porten és vídeo compost analògic, que és YUV, YIQ o fins i tot CVBS). A més, els senyals de color codificats NTSC i PAL d'una manera que fa que els senyals de croma i luma d'ample de banda d'alt ample es barregin entre ells per tal de mantenir la compatibilitat cap enrere amb els equips de televisió en blanc i negre, la qual cosa provoca un rastreig de punts i artefactes de color creuat. Quan es va crear l'estàndard NTSC a la dècada de 1950, això no era una preocupació real, ja que la qualitat de la imatge estava limitada per l'equip del monitor, no pel senyal d'ample de banda limitat que es rebia. Tanmateix, la televisió moderna d'avui és capaç de mostrar més informació de la que contenen aquests senyals amb pèrdues. Per seguir el ritme de les habilitats de les noves tecnologies de visualització, des de finals de la dècada de 1970 es van intentar preservar més el senyal Y′UV mentre es transferien imatges, com els connectors SCART (1977) i S-Video (1987).
En lloc de Y′UV, es va utilitzar Y′CbCr com a format estàndard per als algorismes de compressió de vídeo comuns (digitals) com MPEG-2. La televisió digital i els DVD conserven els seus fluxos de vídeo comprimits en el format MPEG-2, que utilitza un espai de color Y′CbCr totalment definit, tot i que conserva el procés establert de submostreig de croma. Cinepak, un còdec de vídeo del 1991, va utilitzar un espai de color YUV modificat 4:2:0. El format de vídeo digital professional CCIR 601 també utilitza Y′CbCr a la taxa de submostreig de croma comuna de 4:2:2, principalment per a la compatibilitat amb estàndards de vídeo analògics anteriors. Aquest flux es pot barrejar fàcilment en qualsevol format de sortida necessari.
Y′UV no és un espai de color absolut. És una manera de codificar la informació RGB i el color real que es mostra depèn dels colorants RGB reals utilitzats per mostrar el senyal. Per tant, un valor expressat com Y′UV només és predictible si s'utilitzen colorants RGB estàndard (és a dir, un conjunt fix de cromaticitats primàries, o un conjunt particular de vermell, verd i blau).
A més, la gamma de colors i brillantors (coneguda com a gamma de colors i volum de color) de RGB (ja sigui BT.601 o Rec. 709) és molt més petit que el rang de colors i lluminositats permesos per Y′UV. Això pot ser molt important quan es converteix de Y′UV (o Y′CbCr) a RGB, ja que les fórmules anteriors poden produir valors RGB "no vàlids", és a dir, valors per sota del 0% o molt per sobre del 100% de l'interval (per exemple, fora del rang estàndard de 16-235 luma (i 16-240 rang de croma) per a televisors i contingut HD de definició estàndard, 0-25 o fora de la definició estàndard a PC, 25). A menys que es tracten aquests valors, normalment es "tallaran" (és a dir, limitats) a l'interval vàlid del canal afectat. Això canvia la tonalitat del color, que és molt indesitjable, de manera que sovint es considera millor desaturar els colors ofensius de manera que quedin dins de la gamma RGB.
De la mateixa manera, quan RGB a una profunditat de bits determinada es converteix a YUV a la mateixa profunditat de bits, diversos colors RGB poden convertir-se en el mateix color Y′UV, donant lloc a una pèrdua d'informació.

## Relació amb Y′CbCr
Y′UV s'utilitza sovint com a terme per a YCbCr. Tanmateix, encara que estan relacionats, són formats diferents amb diferents factors d'escala; a més, a diferència de YCbCr, Y'UV ha utilitzat històricament dos factors d'escala diferents per al component U enfront del component V. Al PhotoYCC de Photo CD s'utilitza una matriu no escalada. U i V són senyals bipolars que poden ser positius o negatius, i són zero per als grisos, mentre que YCbCr sol escalar tots els canals al rang – o al rang –, cosa que fa que Cb i Cr siguin quantitats sense signe on 128 representa el gris.